# Shana Feste
Shana Feste (Los Angeles, 28 agosto 1975) è una regista e sceneggiatrice statunitense.

## Filmografia
- Gli ostacoli del cuore (The Greatest) (2009)
- Country Strong (2010)
- Qualcosa di buono (You're Not You) (2014) - solo sceneggiatura
- Un amore senza fine (Endless Love) (2014)
- Un viaggio stupefacente (Boundaries) (2018)
- Run Sweetheart Run (2020)